# Vrasselt (Emmerich am Rhein)

Lage von Vrasselt in Emmerich am Rhein

Frühere Lage (bis 1969) von Vrasselt im Amt Vrasselt

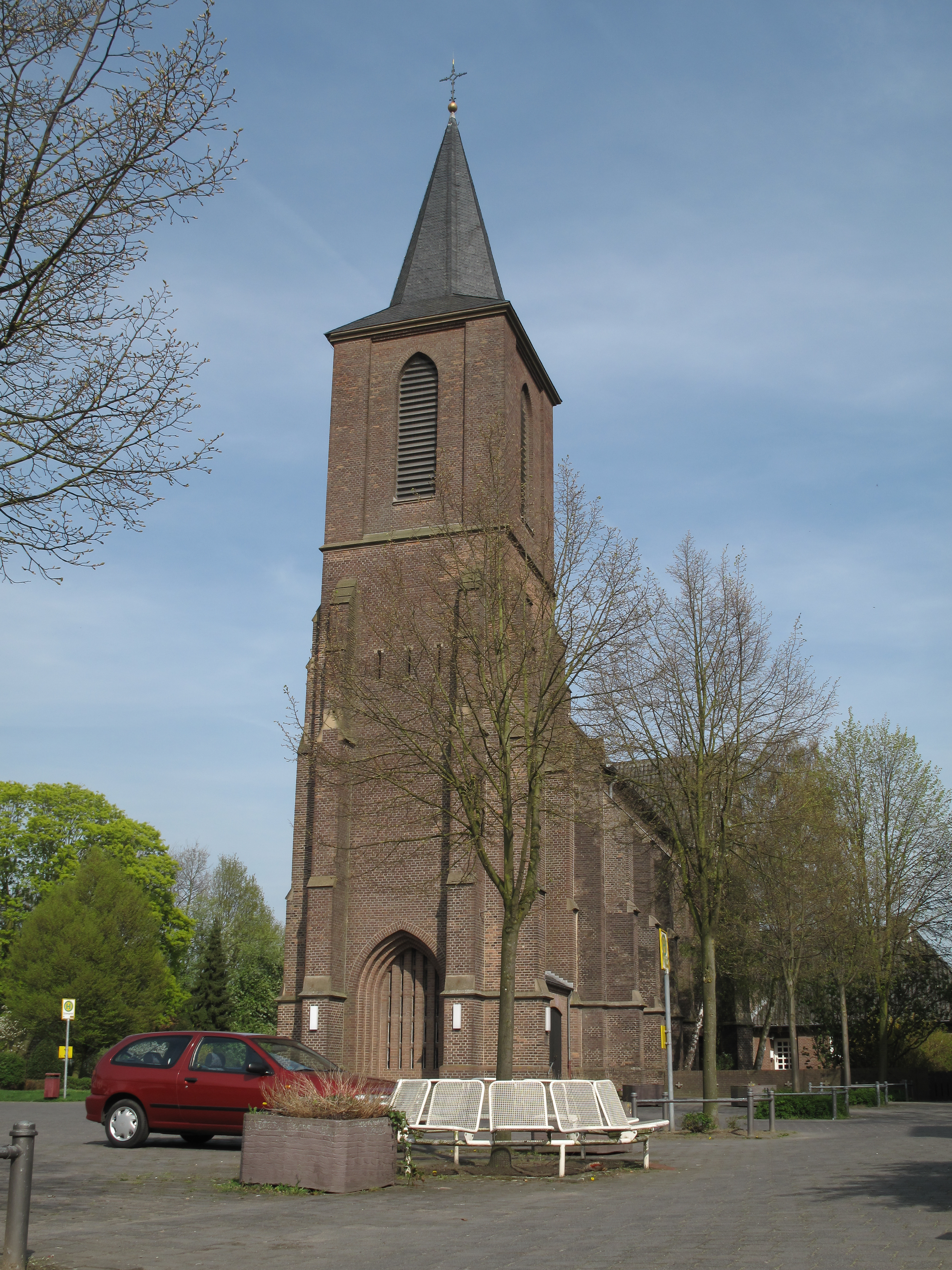
Kirche St. Antonius Abt in Vrasselt

Vrasselt ist ein Ortsteil der nordrhein-westfälischen Stadt Emmerich am Rhein.
Die Gemarkung Vrasselt grenzt im Norden an Netterden in den Niederlanden, im Osten an Praest und Dornick und im Süden an Dornick und das linksrheinische Emmericher Eyland, ein Ortsteil der Stadt Kalkar. Die Grenze zwischen Emmericher und Kalkarer Stadtgebiet ist die Rheinmitte. Nordwestlich liegt Klein-Netterden. Im Westen grenzt Vrasselt an die Kernstadt Emmerich am Rhein. Vrasselt stellt jedoch zu allen angrenzenden Orten eine räumlich getrennte Ortschaft dar.
Die Bundesautobahn 3 und die Bahnstrecke Oberhausen-Arnhem liegen nördlich der Ortsbebauung. Über die 2017 fertiggestellte Anschlussstelle Emmerich-Ost ist Vrasselt an die A 3 angebunden. Die Landesstraße 7 (ehemals Teil der Bundesstraße 8) führt durch das Dorf. Zwischen der Autobahn und der Landesgrenze liegt das Naturschutzgebiet Hetter-Millinger Bruch.
Der Ortsname Vrasselt bedeutet Eschenhain. Früher wurde Vrasselt auch als Overasselt, Vrasle oder Frasselt bezeichnet.

## Geschichte
Vrasselt wurde am 21. März 1361 erstmals urkundlich erwähnt.
Im Jahr 1371 gab es hier eine Kapelle zu den Heiligen Antonius d. E. und Quirinus, die zur Pfarrei St. Aldegundis Emmerich gehörte. Erst 1890 wurde die Pfarrei Vrasselt abgetrennt, die heute wieder in die Emmericher Pfarrei St. Christophorus/St. Johannes der Täufer eingegliedert ist. Die Kirche wurde 1844 gebaut und in den Jahren 1875 und 1899 erweitert. Nachdem die Kirche 1945 im Zweiten Weltkrieg beschädigt worden war, fand der Gottesdienst bis 1948 im Hotel Heering statt. 2021 wurde das Hauptportal, welches sich seit den 1950er Jahren an der Seite befand, an die Straße Dreikönige verlegt.
Seit dem 19. Jahrhundert bildeten fünf Gemeinden eine Landgemeinde in der Bürgermeisterei Vrasselt (seit 1928 Amt Vrasselt) im Kreis Rees im Regierungsbezirk Düsseldorf: Bienen (heute zu Rees), Grietherbusch (heute zu Rees), Dornick (heute zu Emmerich), Praest (heute zu Emmerich), Vrasselt (heute zu Emmerich).
Am 1. April 1958 wurde Grietherort (heute zu Rees) dem Amt Vrasselt zugeteilt.
Am 1. Juli 1969 wurde das Amt Vrasselt aufgelöst und die sechs Gemeinden durch das Gesetz zur Neugliederung von Gemeinden des Landkreises Rees in die Städte Emmerich oder Rees eingegliedert.
Auch nach 1945 bestand noch eine große Wählerschaft für das Zentrum. Wahlberechtigte bei den Gemeindewahlen von 1952 waren im Amt Vrasselt 2.096 Personen. 760 Stimmen fielen auf die CDU, 702 Stimmen auf das Zentrum.
In der Liste der Baudenkmäler in Emmerich am Rhein sind für Vrasselt fünf Baudenkmäler aufgeführt:
- die katholische Kirche St. Antonius Abt
- Hofanlagen (Reeser Str. 366, Reeser Str. 374)
- das Hotel Heering
- das Dachziegelwerk Meyer